# Pseudosetia ficaratiensis
Pseudosetia ficaratiensis is een slakkensoort uit de familie van de Rissoidae. De wetenschappelijke naam van de soort is voor het eerst geldig gepubliceerd in 1876 door Brugnone.